# East Coast Main Line

Mappa degli itinerari di CrossCountry, Grand Central, Hull Trains e Virgin Trains East Coast sulla East Coast Main Line

La East Coast Main Line (ECML) è una linea ferroviaria lunga 632 km che collega Londra ed Edimburgo passando per Peterborough, Doncaster, York, Darlington e Newcastle, elettrificata lungo l'intero percorso. Il servizio per Aberdeen e Inverness, a nord di Edimburgo, impiega invece treni diesel; il principale operatore lungo la tratta è London North Eastern Railway. Archiviato il 18 gennaio 2021 in Internet Archive.
Il percorso costituisce un'arteria chiave della parte orientale della Gran Bretagna ed è fiancheggiato dalla strada A1. Collega Londra, la parte meridionale ed orientale dell'East Anglia, con lo Yorkshire, le regioni del Nord Est e la Scozia. Costituisce anche un importante servizio per i pendolari nella parte settentrionale di Londra ed è molto importante per l'economia di molte aree di Inghilterra e Scozia. Gestisce anche servizi ferroviari verso l'estero, per pendolari e locali, nonché il trasporto merci.

## Percorso e descrizione
La ECML costituisce parte dell'Itinerario Strategico G della Network Rail, che comprende sei linee separate:

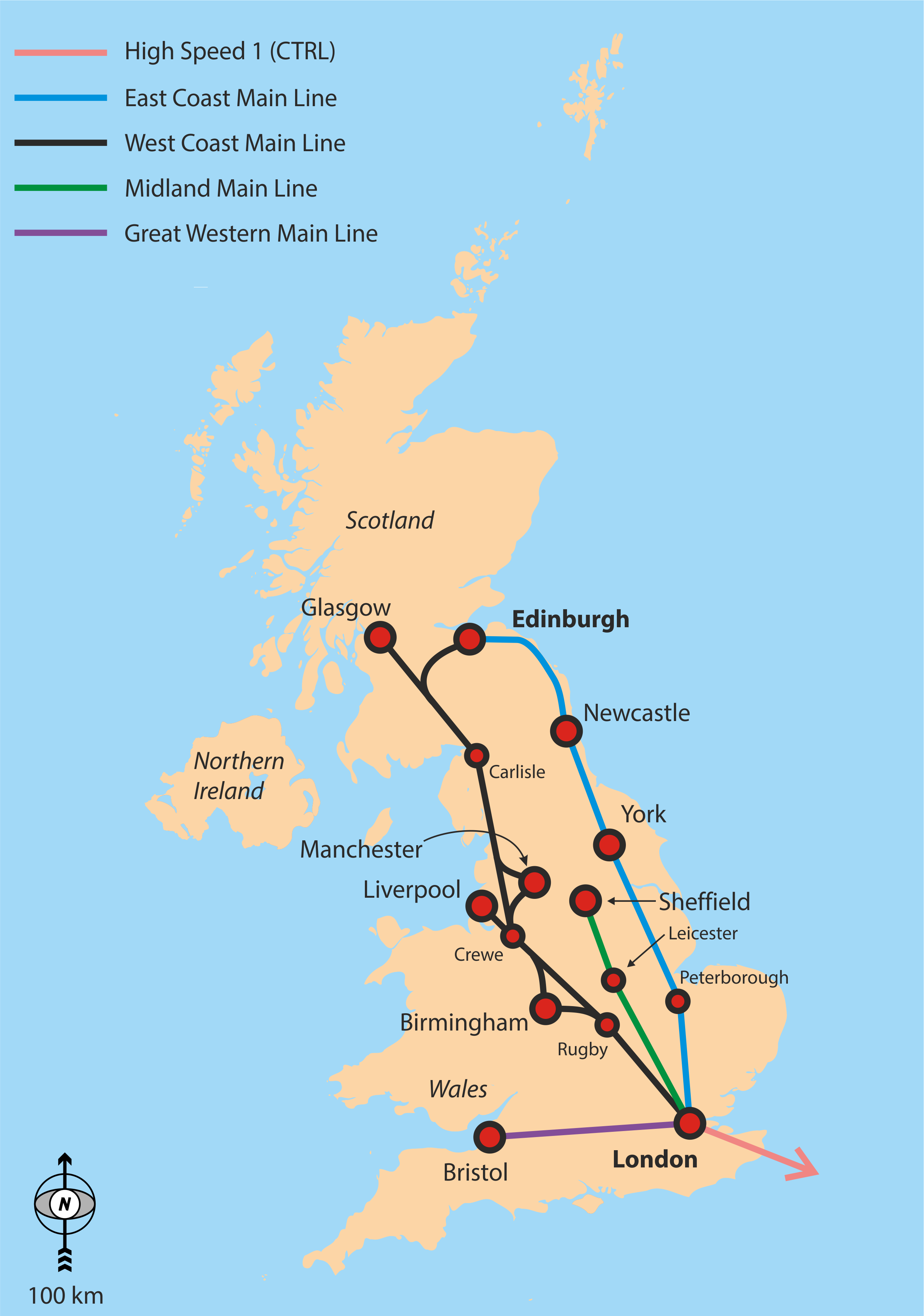
Rappresentazione della ECML (in blu) e altre linee nord-sud nel Regno Unito

- la linea principale tra Londra King's Cross e Edimburgo Waverley, passando per Stevenage, Peterborough, Newark-on-Trent, Retford, Doncaster, York, Northallerton, Darlington, Durham, Newcastle upon Tyne, Morpeth, Alnmouth, Berwick-upon-Tweed e Dunbar. La linea attraversa il confine tra Inghilterra e Scozia presso Marshall Meadows Bay;
- il ramo Doncaster della linea Wakefield, tra Doncaster e Leeds, passando per Wakefield;
- la Northern City Line, da Finsbury Park a Moorgate;
- la Hertford Loop Line da Alexandra Palace a Stevenage;
- il ramo per North Berwick;
- l'anello di Dunbar.

La parte principale della linea è il percorso tra King's Cross ed Edimburgo, mentre il Hertford Loop viene utilizzato per il traffico locale e traffico merci; la Northern City Line viene utilizzata solo nei giorni feriali per i servizi ferroviari suburbani.
Il percorso ha come riferimenti i codici ECM1 - ECM9.